# Cueva de la Flauta de Caña
La cueva de la Flauta de Caña (en chino: 芦笛岩, pinyin: Lúdí Yán), también conocida como el Palacio de las Artes Naturales, es una cueva y atracción turística en las afueras del noroeste de la ciudad china de Guilin, en la región de Guangxi, a cinco kilómetros del centro de la ciudad, en la ladera sur de la colina Guangming (en chino: 光明希尔).
Es la cueva kárstica más grande de China, con 0,5 kilómetros de longitud y 250 metros de profundidad.

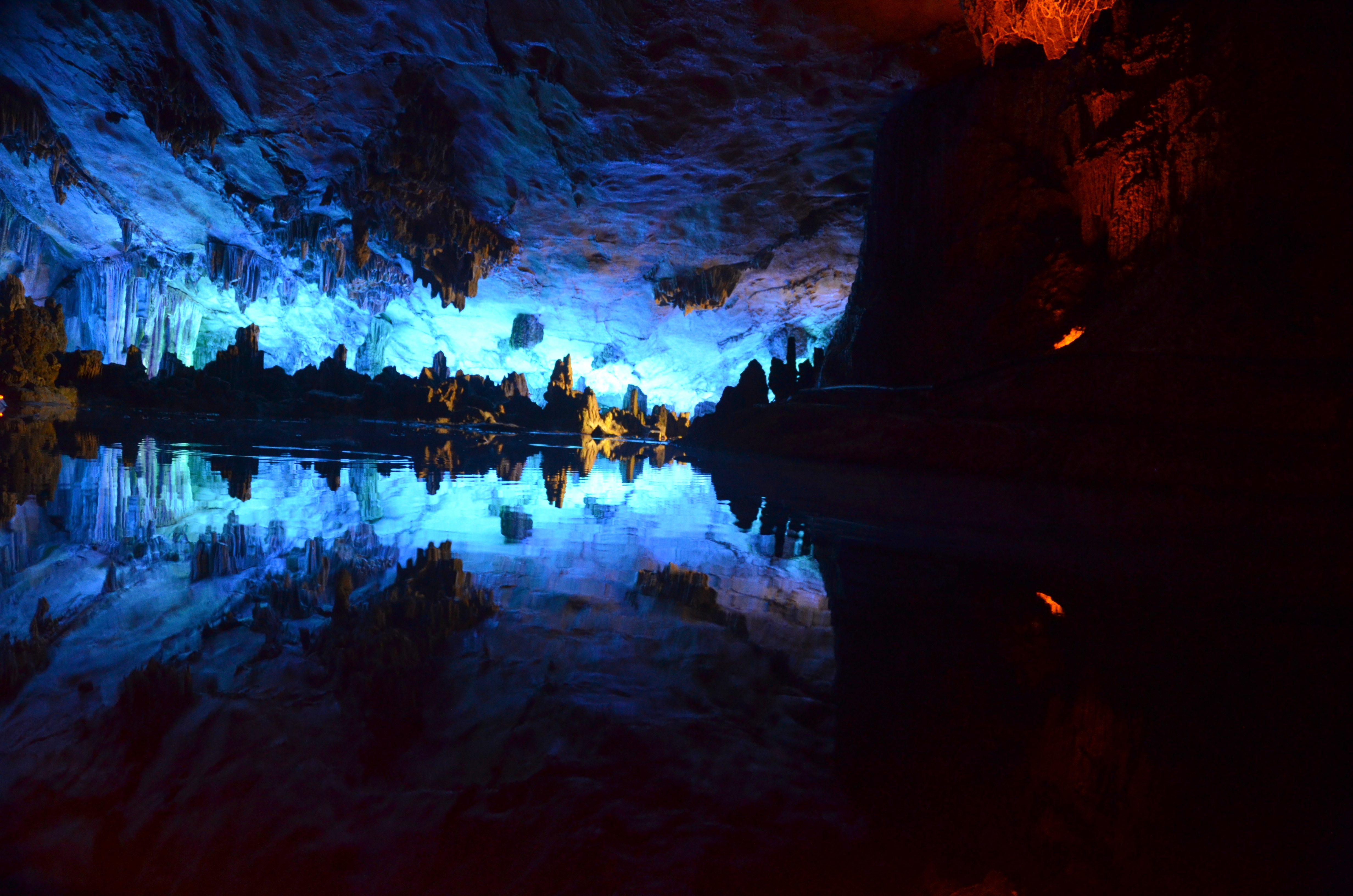
Lago dentro de la cueva, con iluminación artificial.

La cueva debe su nombre al tipo de caña que crece en el exterior y que puede transformarse en flautas. Está llena de una gran cantidad de estalactitas, estalagmitas y otras formaciones rocosas. En su interior, hay más de 70 inscripciones de poemas y diarios de viaje escritos en tinta, la más antigua de las cuales data del año 792 d. C., durante la dinastía Tang.
La cueva fue redescubierta en la década de 1940 por un grupo de refugiados que huían de las tropas japonesas. Las galerías interiores, que están decoradas con estalactitas y estalagmitas, como esculturas de cuentos de hadas, reciben un nombre según su aspecto y las leyendas que las rodean, como el Palacio de Cristal, Montaña de las Flores, el Pico Cola de Pez y la Pagoda del Dragón. Esta última sala tiene capacidad para 1 000 personas simultáneamente y durante la guerra, se utilizó como refugio antiaéreo. La leyenda dice que una estalactita gigante de esta sala fue la lanza mágica del Rey Dragón, utilizada por el Rey Mono Sun Wukong en la novela clásica china Viaje al Oeste.

## Galería de imágenes

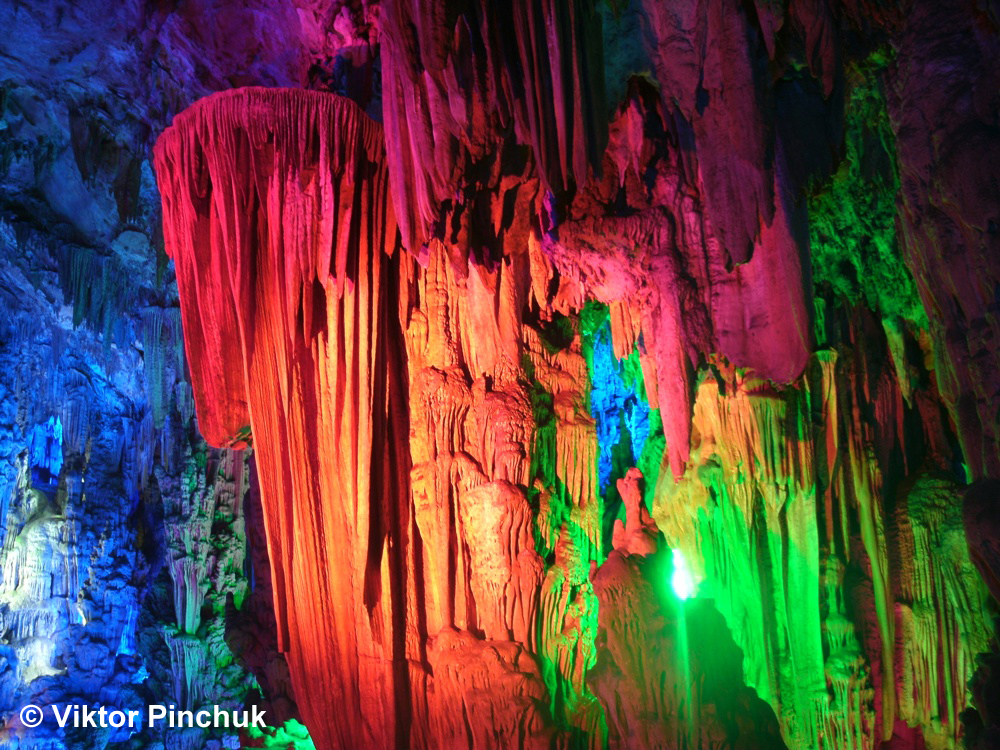
Imagen de la cueva (1)
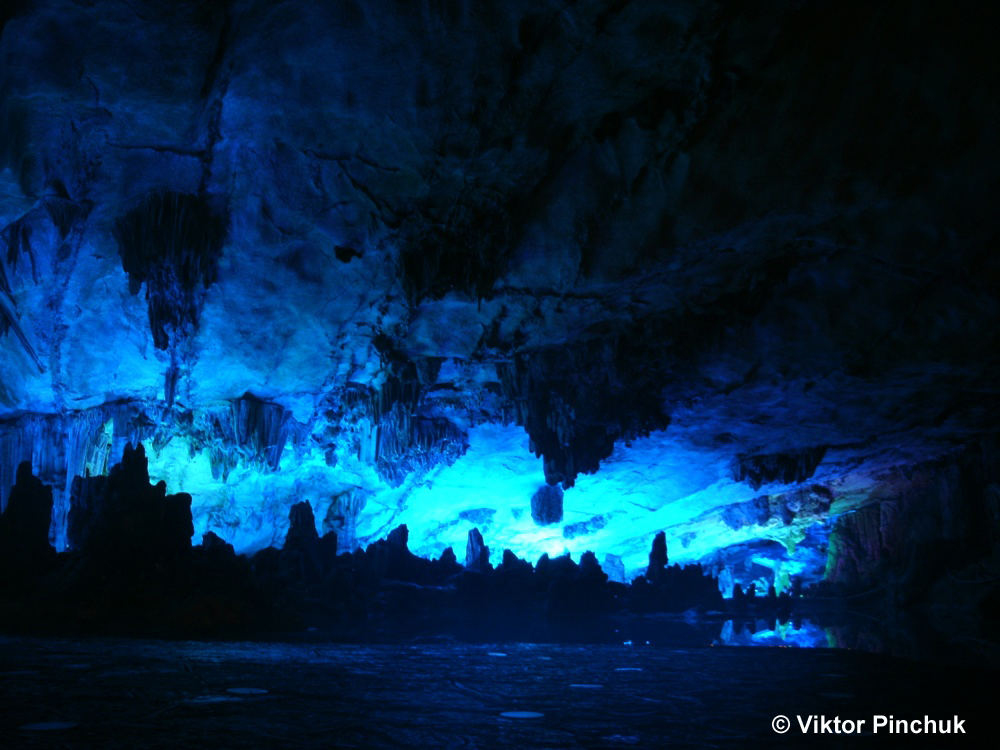
Imagen de la cueva (2)
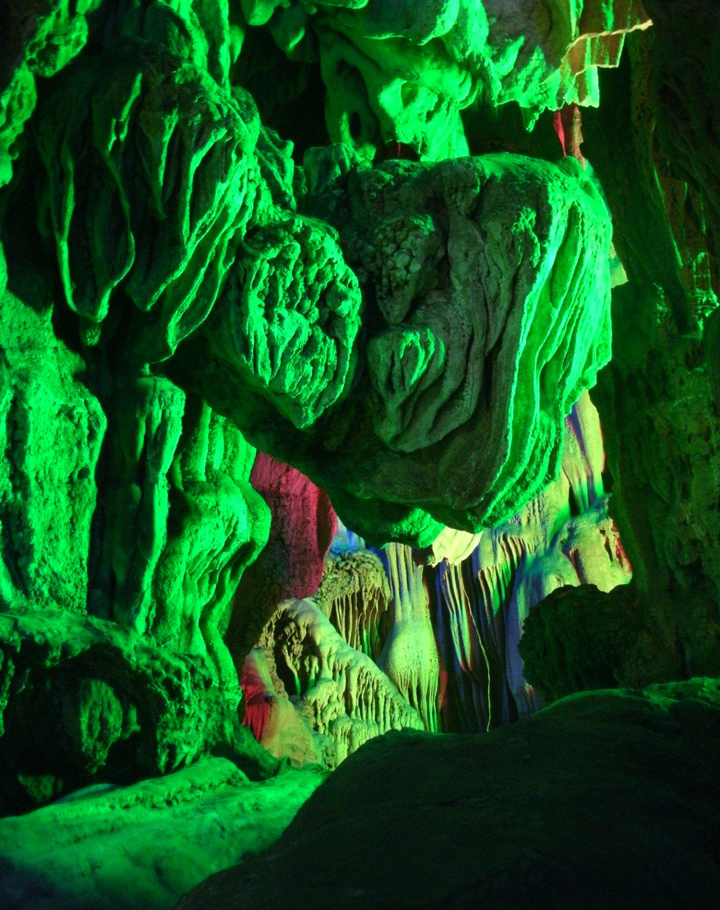
Imagen de la cueva (3)
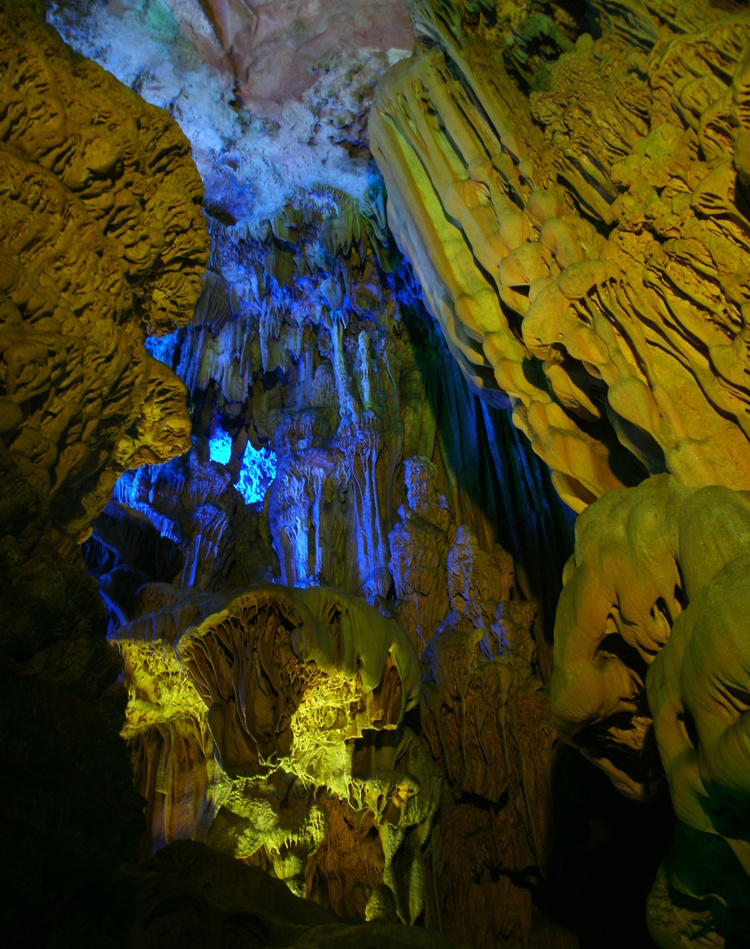
Imagen de la cueva (4)
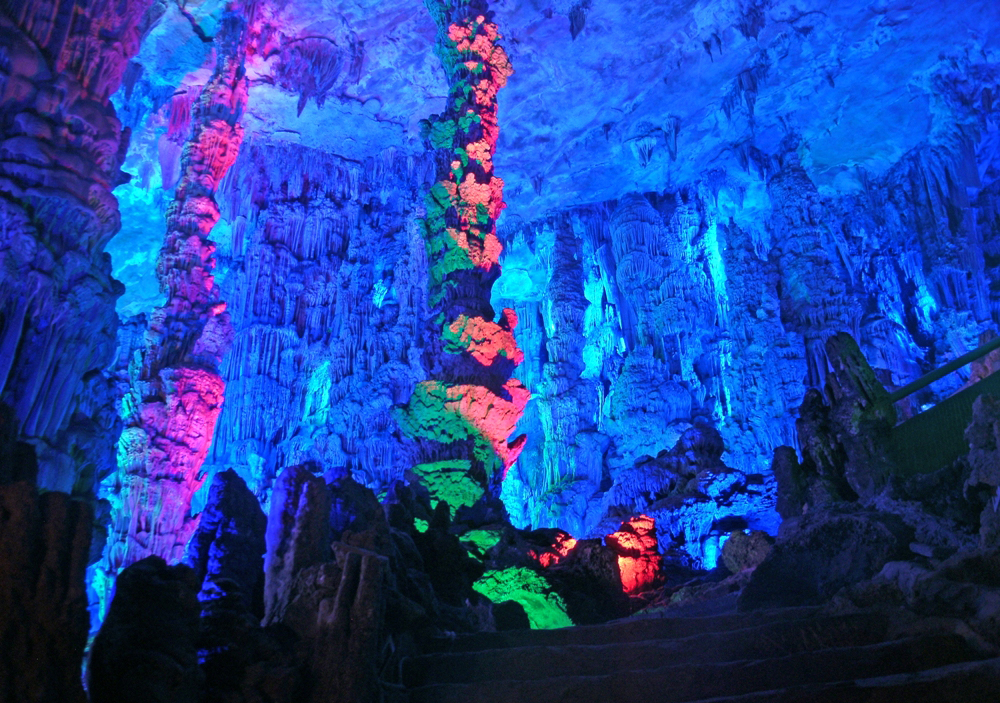
Imagen de la cueva (5)
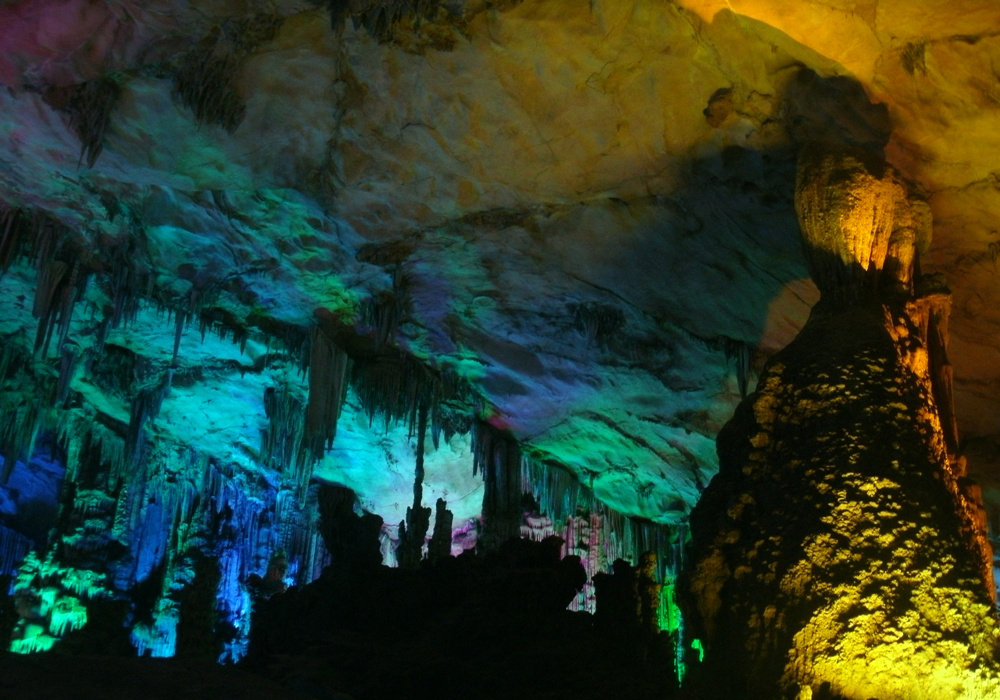
Imagen de la cueva (6)